# Bromelia trianae
Bromelia trianae är en gräsväxtart som beskrevs av Carl Christian Mez. Bromelia trianae ingår i släktet Bromelia och familjen Bromeliaceae.
Artens utbredningsområde är Colombia. Inga underarter finns listade i Catalogue of Life.